# Striaria antica
Striaria antica är en mångfotingart som beskrevs av Ottis Robert Causey 1952. Striaria antica ingår i släktet Striaria och familjen Striariidae. Inga underarter finns listade i Catalogue of Life.